# Akashi Takenori
Akashi Takenori est un nom japonais traditionnel ; le nom de famille (ou le nom d'école), Akashi, précède donc le prénom (ou le nom d'artiste).
Pour les articles homonymes, voir Akashi (homonymie).
Akashi Takenori (明石 全登) (1566-1618 ?), ou encore Akashi Morishige, est un samouraï de la fin de l'époque Azuchi-Momoyama et du début de l'époque d'Edo, également connu sous les noms de « Teruzumi », « Zentō » ou « Naritoyo ». Il est un obligé de Ukita Naoie, principal daimyō de la province de Bizen et du domaine d'Okayama. Son titre de cour est Kamon-no-kami (掃部頭). 
Takenori sert aussi comme stratège sous le commandement de Ukita Hideie, fils de Naoie. Lors de la bataille de Sekigahara, il se bat courageusement contre Fukushima Masanori. Après la défaite du clan Ukita à l'issue de la bataille, Akashi disparaît. Au siège d'Osaka, Akashi pénètre dans le château d'Osaka et combat Tokugawa Ieyasu pour le clan Toyotomi jusqu'à la dernière minute. Après la chute du château, il s'échappe de nouveau. Il est baptisé en 1596 et ne s'est donc pas suicidé en raison de sa foi chrétienne. Bien que poursuivi par les forces de Tokugawa Ieyasu, il n'est pas capturé. On ne sait ce qu'il advient de lui après la bataille.